# شوگربانیز
شوگربانیز (シュガーバニーズ Shugābanīzu) (به انگلیسی: Sugarbunnies) خرگوش‌های دوقلویی هستند که در سال ۲۰۰۴ توسط کازومی فوکاوا (深沢和美) برای سانریو طراحی شدند. این دوقلوها شیرواوسا و کورواوسا (هر دو متولد ۲۶ مه هستند) نام داردند و در ساخت شیرینی و شیرینیجات تخصص دارند. سانریو پس از موفقیت این فرنچایز، خرگوش‌های دوقلو بیشتری را خلق نمود که هرکدام در کار خود تخصص دارند و همه در دنیای جادویی بانیزفیلد زندگی می‌کنند.
موفقیت این شخصیت‌ها در سال ۲۰۰۷ به خلق یک انیمهٔ سریالی رسید. این سریال توسط هیروشی کوگیاما که پویانمای اصلی دفتر مرگ نیز می‌باشد، کارگردانی شده‌است و تهیه‌کنندگی آن برعهدهٔ آساهی پروداکشن بوده‌است. سریال اصلی در ۳ آوریل سال ۲۰۰۷ در تی‌وی توکیو و کیدز استیشن به‌عنوان بخشی از کیتی پارادایز پلاس به‌نمایش درآمد و سال بعد پس از ۲۷ قسمت خاتمه یافت.